# 영흥 (염위)
영흥(永興)은 중국 염위 염민이 사용한 연호이다. 350년 윤2월부터 352년 4월까지 3년 3개월 동안 사용하였다.
같은 시기에 사용된 다른 연호로는 동진(東晉)에서 사용한 영화(永和 : 345년 ~ 356년), 전량(前凉)에서 사용한 건흥(建興 : 313년 ~ 361년), 후조(後趙)에서 사용한 영녕(永寧 : 350년 ~ 351년), 전진(前秦)에서 사용한 황시(皇始 : 351년 ~ 354년), 대(代)에서 사용한 건국(建國 : 338년 ~ 376년)이 있다.

## 연대대조표
| 영흥                | 원년            | 2년             | 3년        |
| 서력                | 350년           | 351년           | 352년      |
| 육십간지 (六十干支) | 경술(庚戌)      | 신해(申亥)      | 임자(壬子) |
| 동진 (東晉)         | 영화(永和) 6년  | 7년             | 8년        |
| 전량 (前凉)         | 건흥(建興) 38년 | 39년            | 40년       |
| 후조 (後趙)         | 영녕(永寧) 원년 | 2년             | -          |
| 전진 (前秦)         | -               | 황시(皇始) 원년 | 2년        |
| 대 (代)             | 건국(建國) 13년 | 14년            | 15년       |

## 같이 보기
- 다른 왕조의 같은 연호
  - 후한(後漢) 영흥(153년 ~ 154년)
  - 서진(西晉) 영흥(304년 ~ 306년)
  - 전진(前秦) 영흥(357년 ~ 359년)
  - 북위(北魏) 영흥(409년 ~ 413년)
  - 북위(北魏) 영흥(532년)

- 중국의 연호

| 이전 연호 - | 중국의 연호 염위(冉魏) | 다음 연호 - |